# José Altagracia Ramírez
José Altagracia Ramírez (21 de enero de 1990) es un lanzador dominicano de béisbol profesional que juega para los Atlanta Braves de las Grandes Ligas. Anteriormente jugó con los New York Yankees y Seattle Mariners. Se desempeña principalmente como relevista.

## Carrera profesional

### New York Yankees
Ramírez firmó con los Yankees de Nueva York como agente libre aficionado en 2007. Lanzó para los Tampa Yankees de la Florida State League de Clase A avanzada en 2012, donde tuvo efectividad de 3.19 carreras limpias en 98 2⁄3 entradas lanzadas. Los Yankees lo añadieron a su lista de 40 jugadores el 20 de noviembre, con el fin de protegerlo de ser elegible en el próximo sorteo de Regla 5.
Al final de los entrenamientos de primavera del año siguiente, los Yankees asignaron a Ramírez al Trenton Thunder de la Eastern League de Clase AA. En 2013, Ramírez lanzó para Trenton y los Scranton/Wilkes-Barre RailRiders de la Liga Internacional de Clase AAA. Perdió tiempo de juego debido a una lesión que se pensó que era una lesión oblicua.
Al término del entrenamiento de primavera de 2014, los Yankees decidieron hacer la transición de Ramírez de un lanzador abridor a un lanzador de relevo, como consecuencia de las lesiones sufridas al principio de su carrera. Fue promovido a las Grandes Ligas el 18 de mayo como el hombre 26 en su lista para una doble cartelera, pero no lanzó y fue enviado de vuelta a Scranton/Wilkes-Barre después de los juegos. Fue llamado nuevamente el 4 de junio, fecha en que debutó contra los Atléticos de Oakland lanzando dos entradas y cediendo dos hits y una carrera. Después de ser bajado, fue llamado de nuevo el 13 de junio.

### Seattle Mariners
El 30 de julio de 2015, los Yankees traspasaron a Ramírez y Ramón Flores a los Marineros de Seattle, a cambio de Dustin Ackley.

### Atlanta Braves
Después de la temporada 2015, los Marineros cambiaron a Ramírez a los Bravos de Atlanta por un jugador a ser nombrado más tarde o consideraciones en efectivo. A pesar de formar parte de la plantilla para el Día Inaugural de la temporada 2016, fue puesto en asignación el 11 de abril de 2016, luego de permitir seis carreras y otorgar cuatro boletos en apenas dos entradas de labor. Tres días después fue asignado a los Gwinnett Braves de Clase AAA, y el 30 de junio lanzó un juego sin hits ni carreras junto a Rob Wooten y Mark Marksberry ante los Louisville Bats. El 28 de julio, fue llamado a Grandes Ligas para reforzar el cuerpo de relevistas de los Bravos.
En 2017, Ramírez inició la temporada en la plantilla de los Bravos, y fue uno de los relevistas más consistentes del equipo a lo largo de la campaña. En 62 entradas lanzadas, registró marca de 2-3 con 3.19 de efectividad y 56 ponches.